# Chinese Village
Chinese Village es una villa de Trinidad y Tobago, que forma parte de la región de Siparia.

## Geografía
La villa abarca parte de la isla Trinidad y limita al norte con Point d'Or, al sur con Sobo Village, al este con Rousillac y al oeste con La Brea.

## Demografía
Datos demográficos de la villa de Chinese Village:
| Gráfica de evolución demográfica de Chinese Village entre 2000 y 2011 |
|                                                                       |